# Черкаський міський парк Перемоги
Черка́ський міськи́й парк Перемо́ги — багатофункціональний парк культури та відпочинку в місті Черкаси. Розташований на розі вулиці Смілянської і Проспекту Перемоги. 
Площа 23 га. Природоохороний статус: парк-пам'ятка садово-паркового мистецтва місцевого значення. Перебуває у віданні Черкаської дирекції парків. 
Його відкрито 1975 року на честь 30-річчя перемоги СРСР у Другій світовій війні. Це одне з улюблених місць відпочинку мешканців та гостей міста. 
Багатофункціональність парку виявляється у його складових частинах:
- пейзажна — чіткі алеї спеціально висаджених дерев і кущів, за якими здійснюється постійний нагляд;
- меморіальна — на її території розташовані монументи загиблим воїнам, постаменти з гарматою та літаком СУ-7БКЛ на честь визволителів Черкас від німецько-фашистських окупантів;
- розважальна — тут розміщені атракціони та Черкаський зоопарк, в якому зібрані тварини, як місцевої так і екзотичної фауни, а також станція юннатів.

За час, що минув від заснування парку, він набув необхідних пейзажних рис міського парку. Організація парку виконана з дотриманням традицій та глибоких знань у парковому мистецтві групою черкаських фахівців, на чолі з головним архітектором міста В. М. Холковським і головним архітектором області О. С. Ренькасом, архітектором парку І. Щербиною та групою визначних дендрологів на чолі з Є. Д. Смирновим.

## Галерея

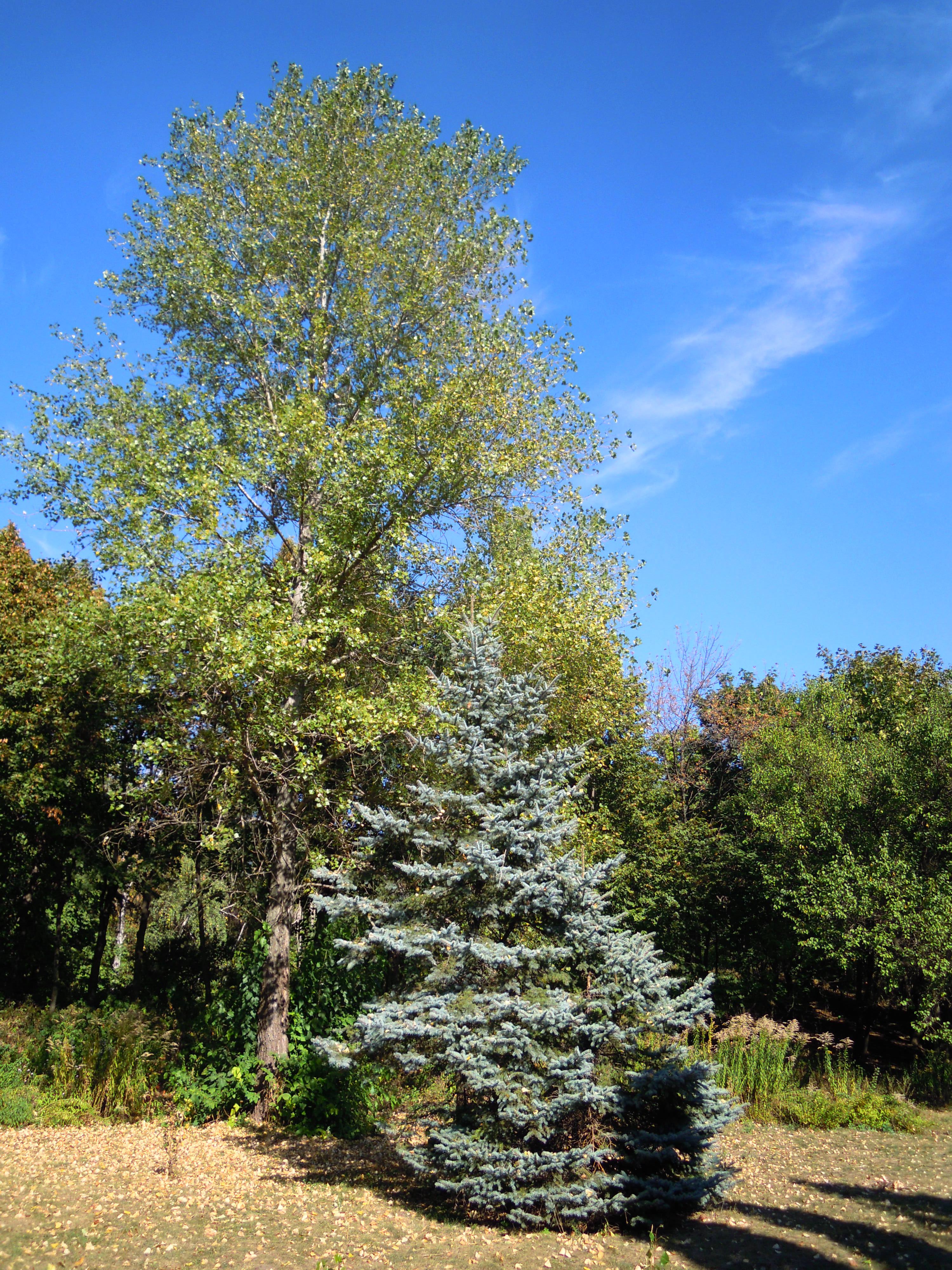
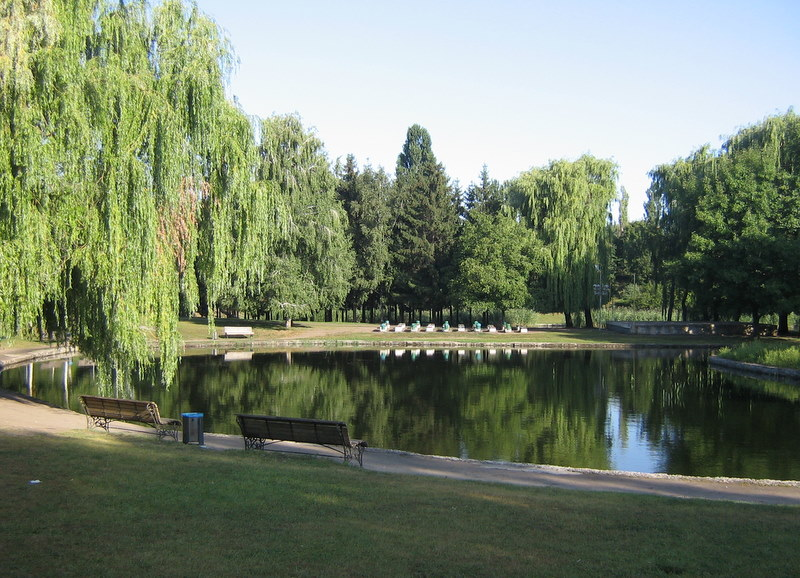
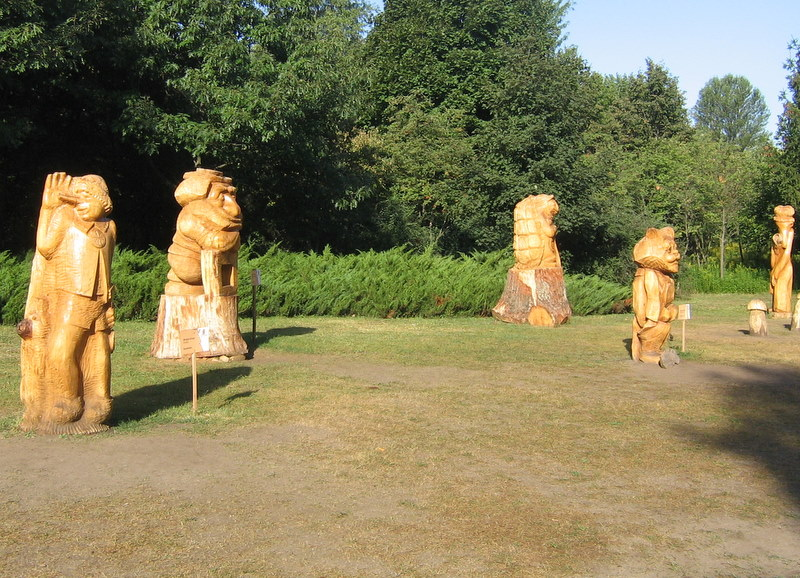
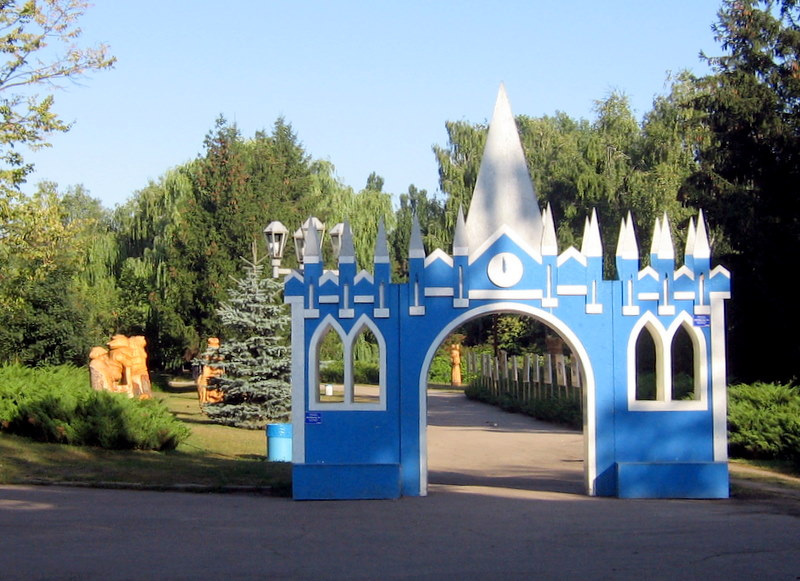
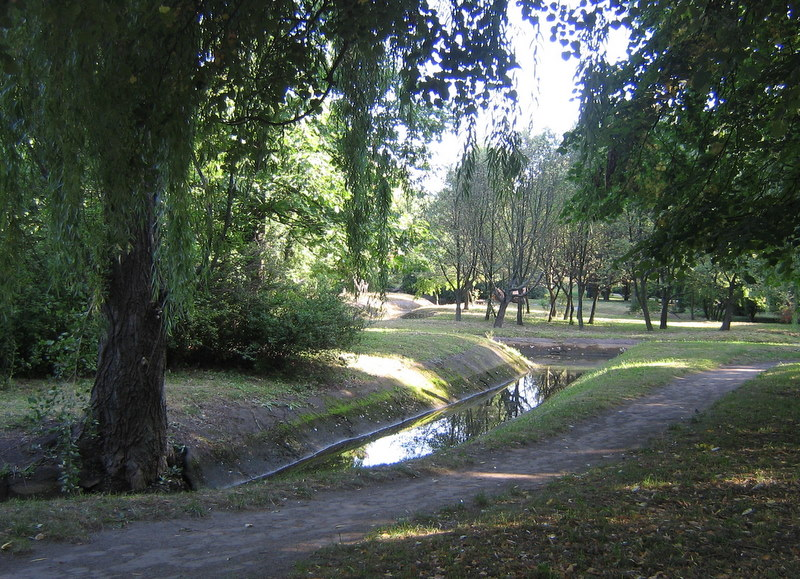
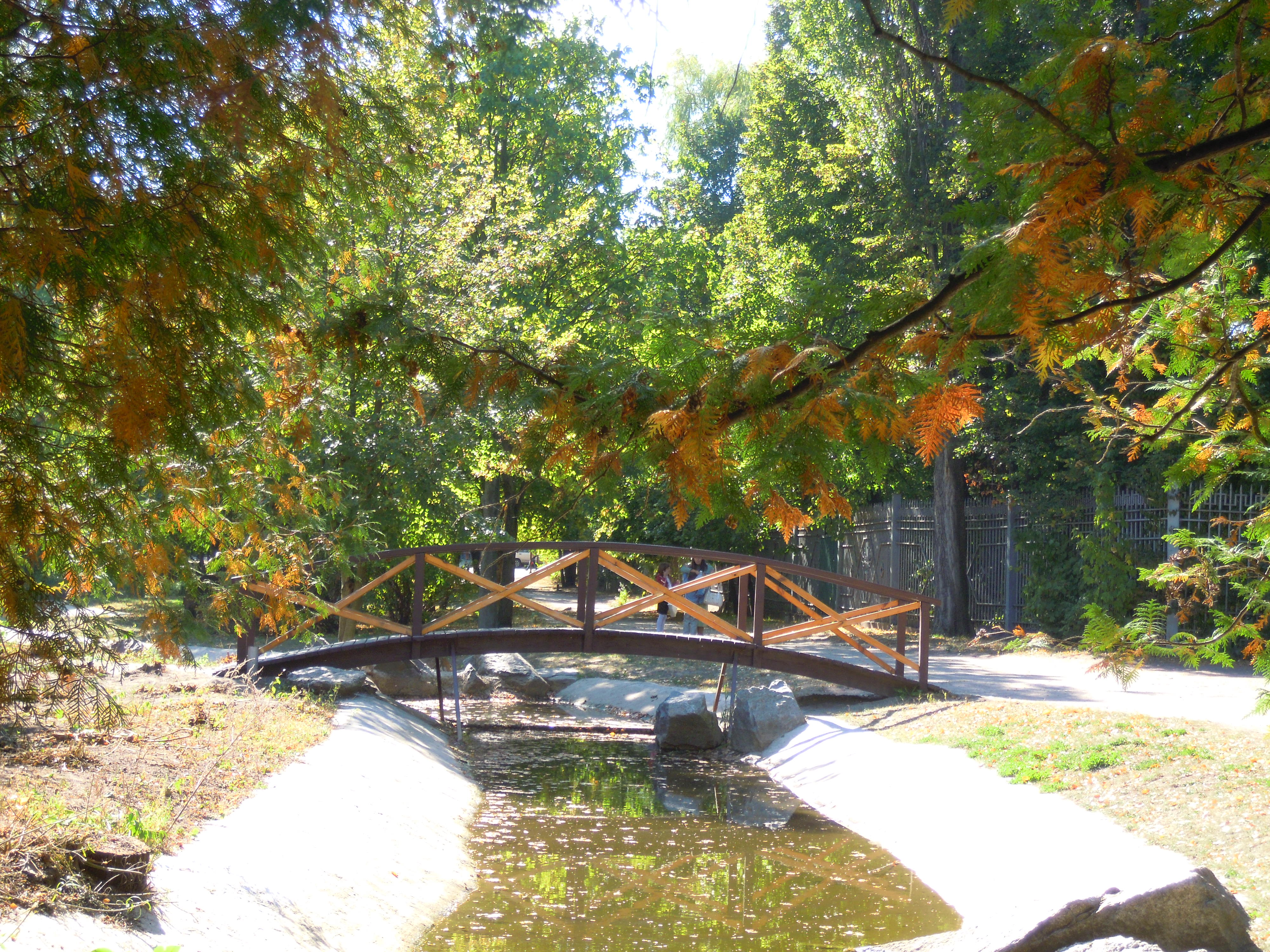
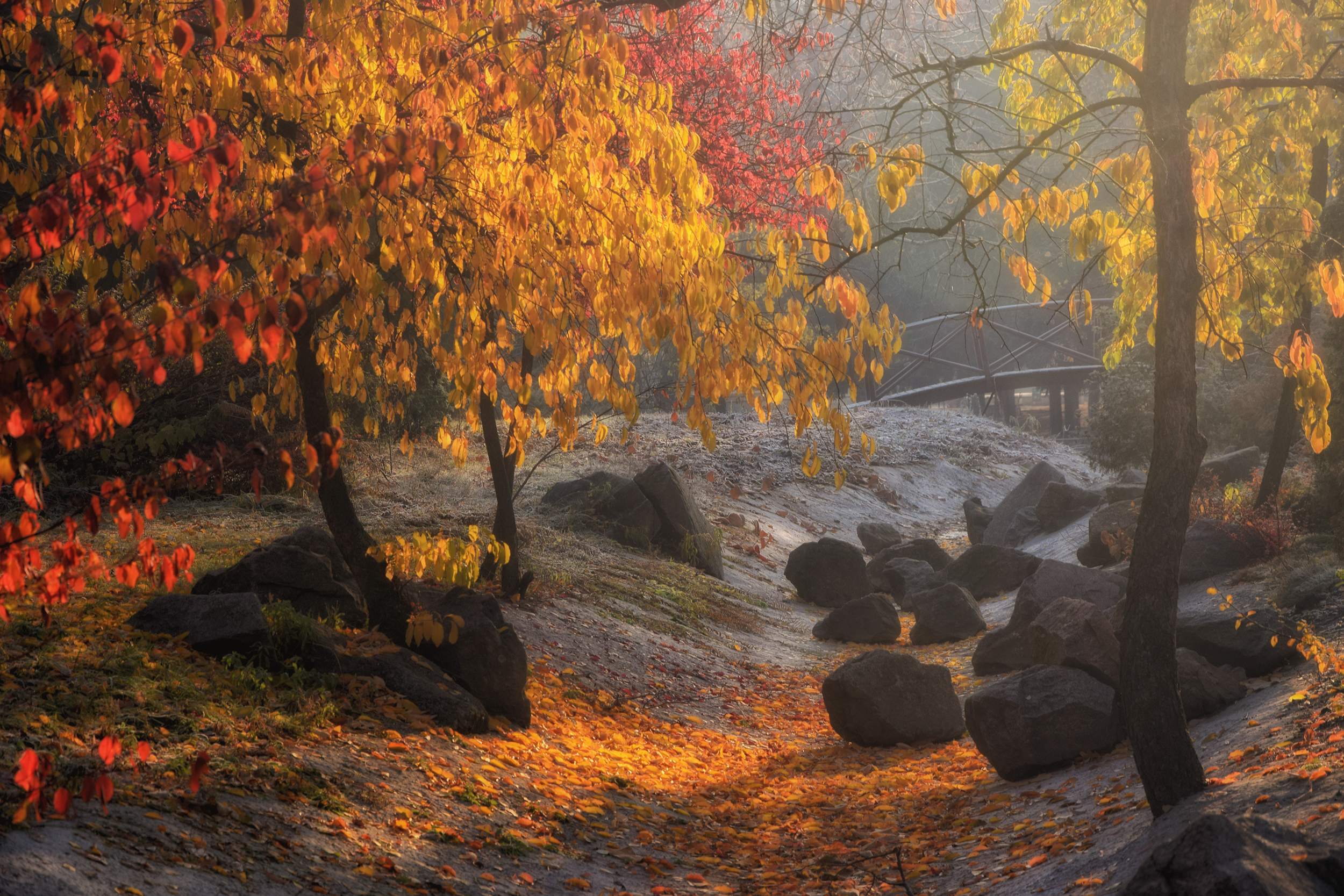
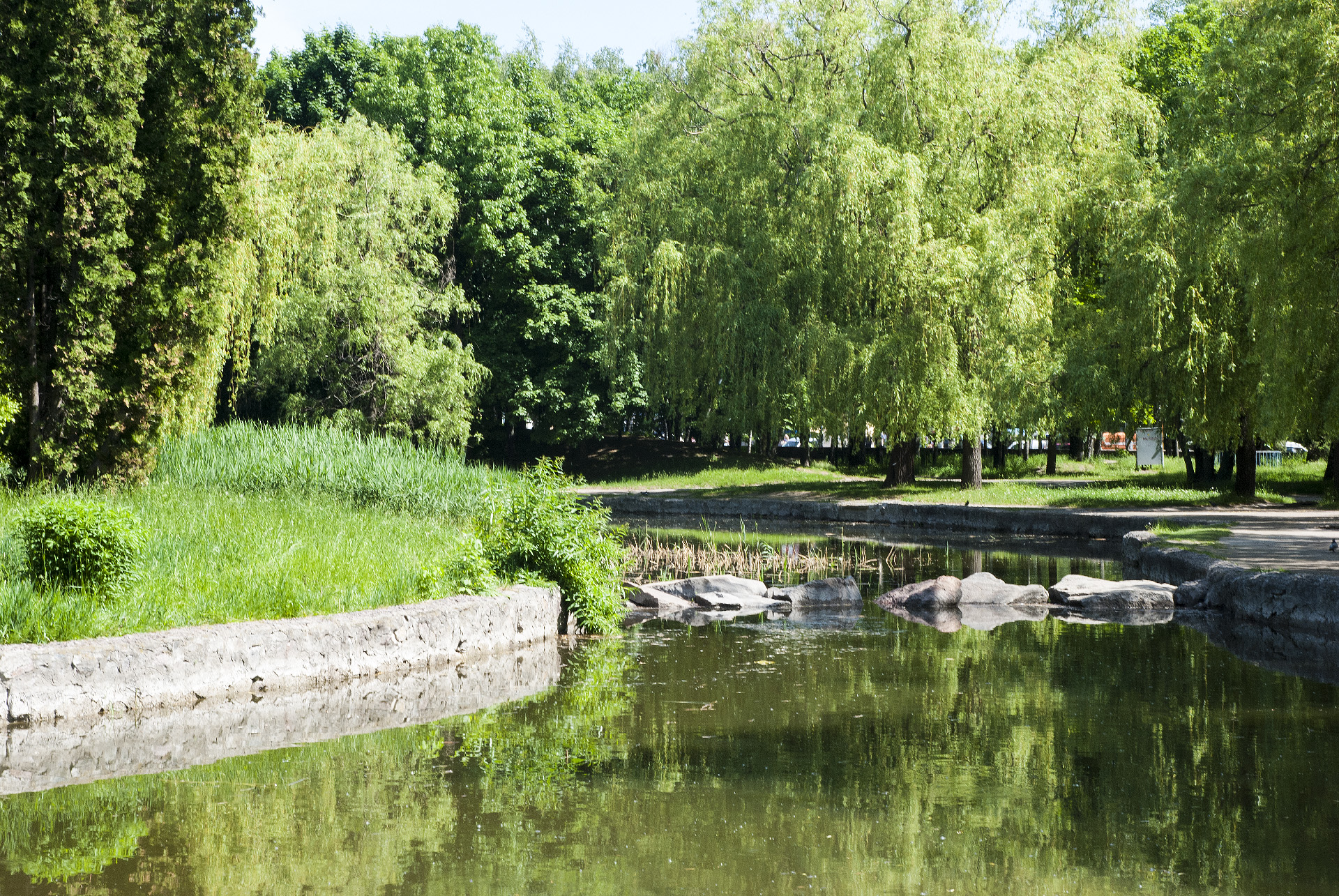
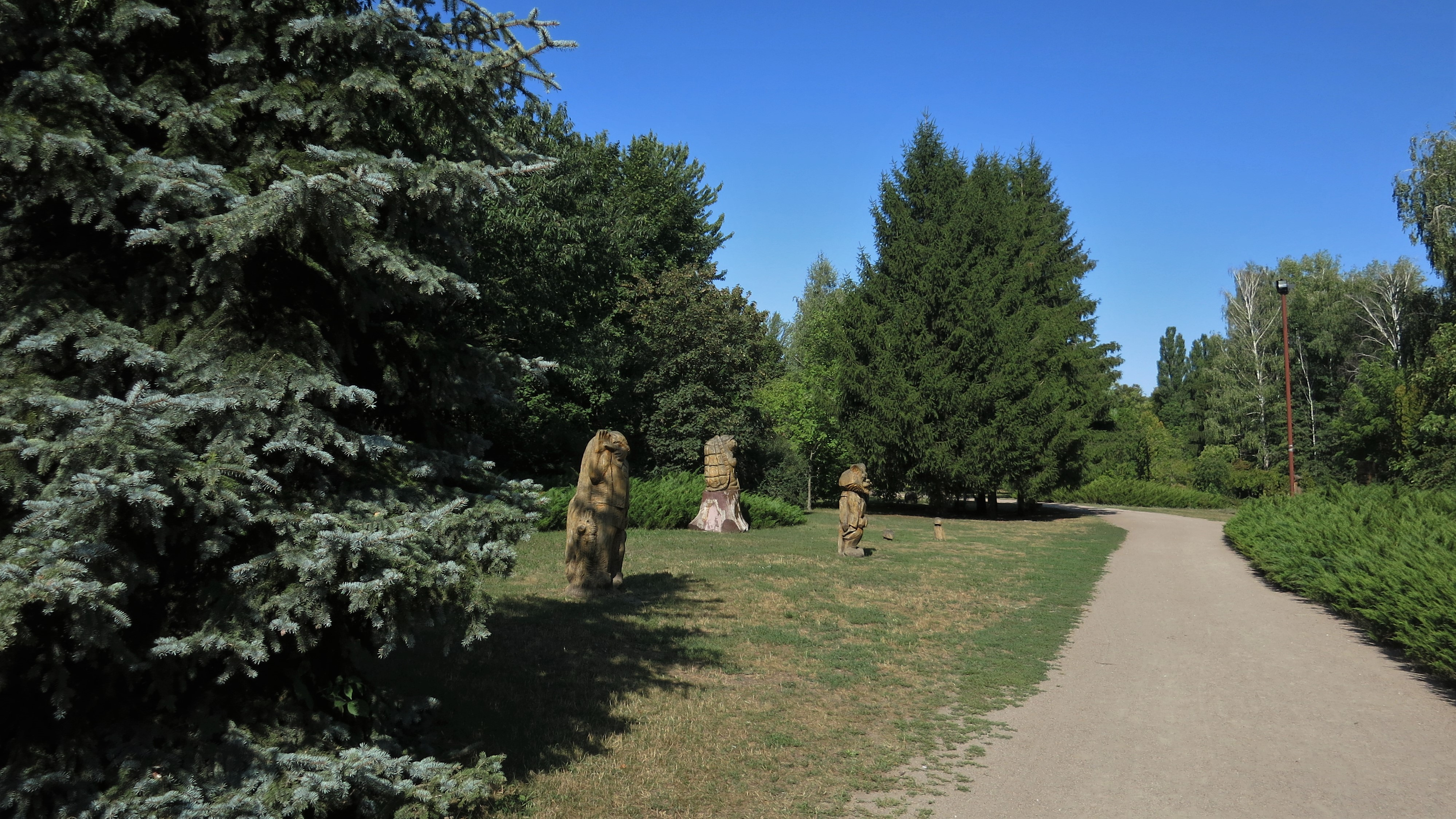
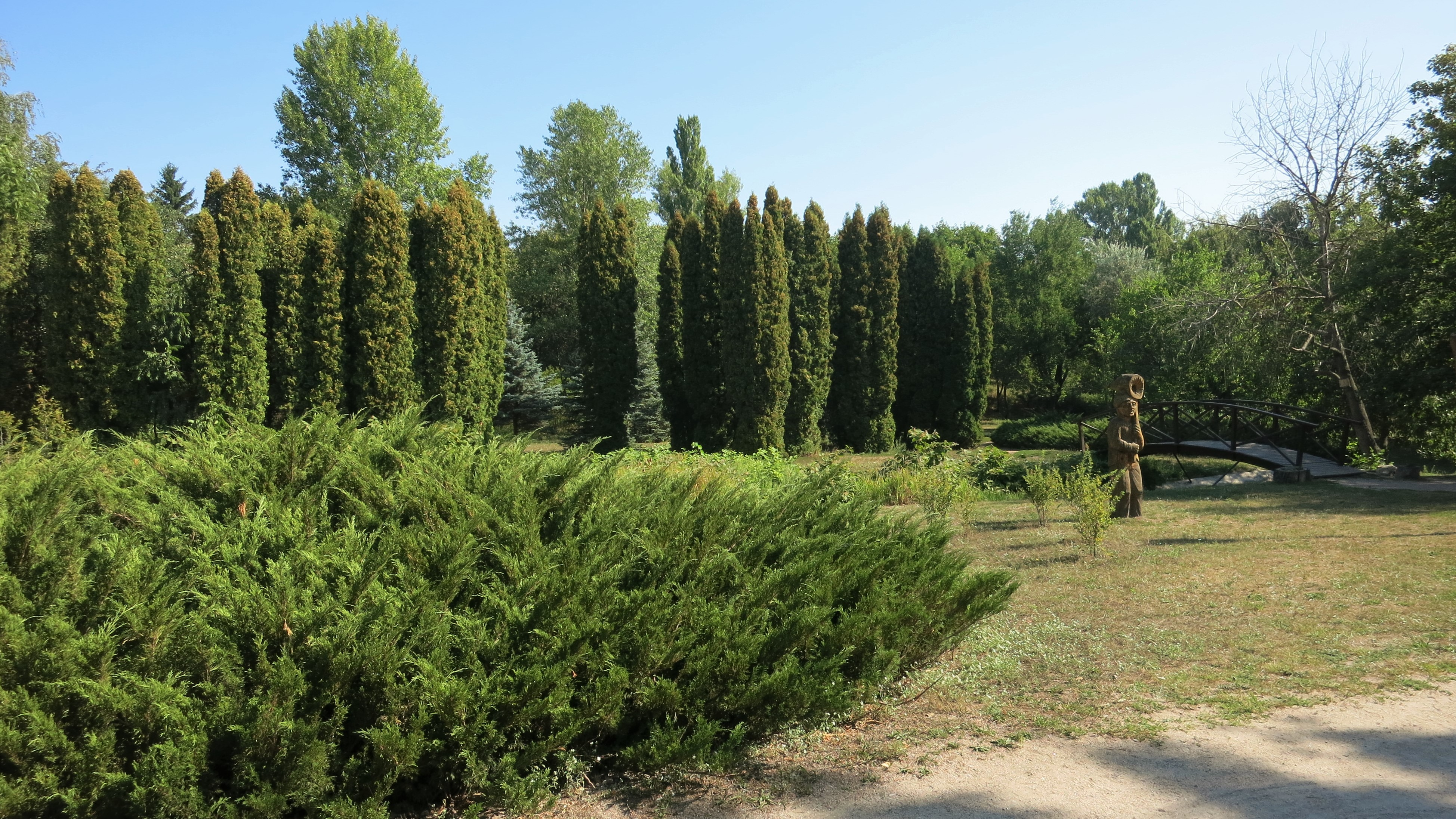
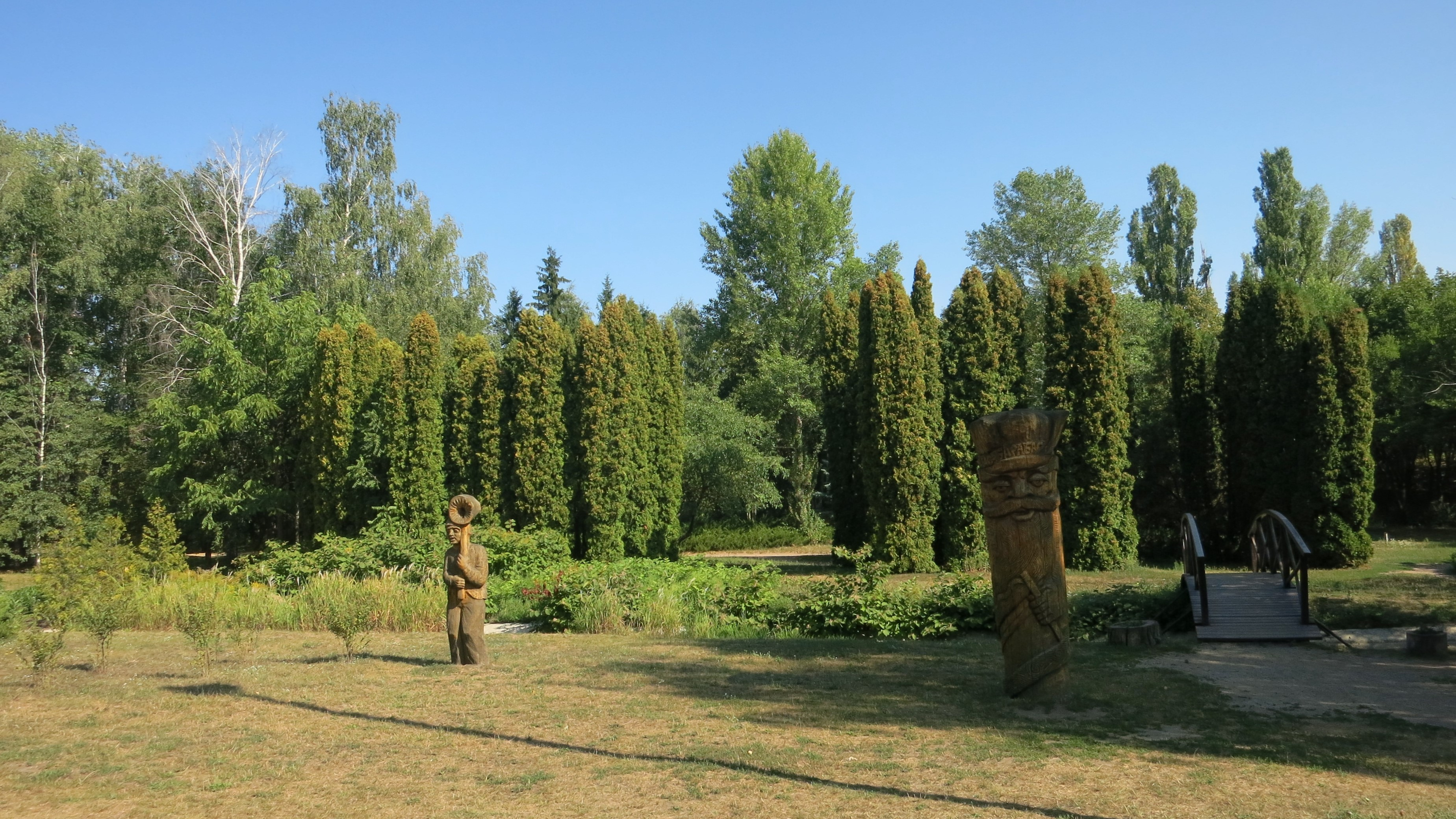
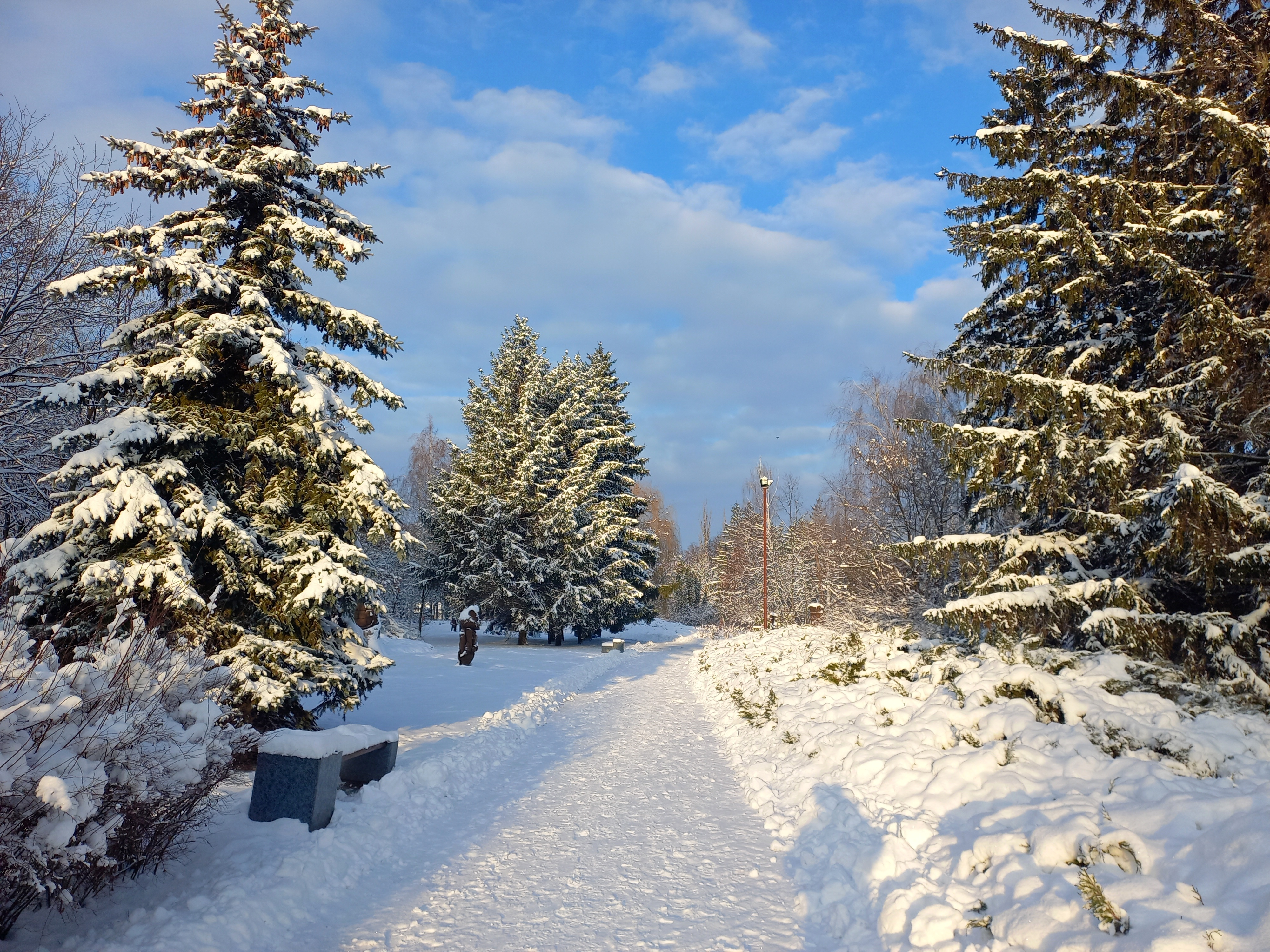
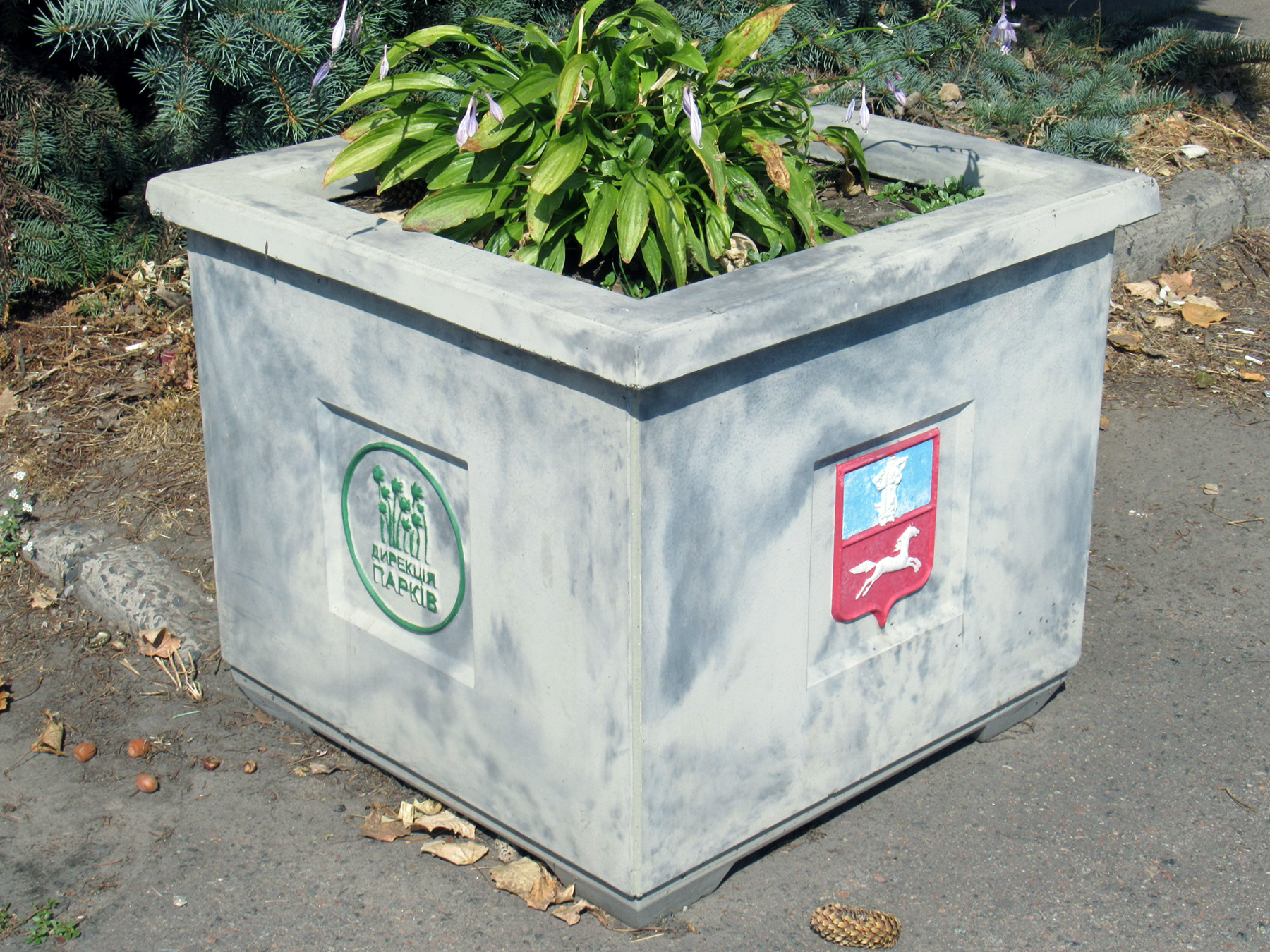
вазон з гербом Черкас
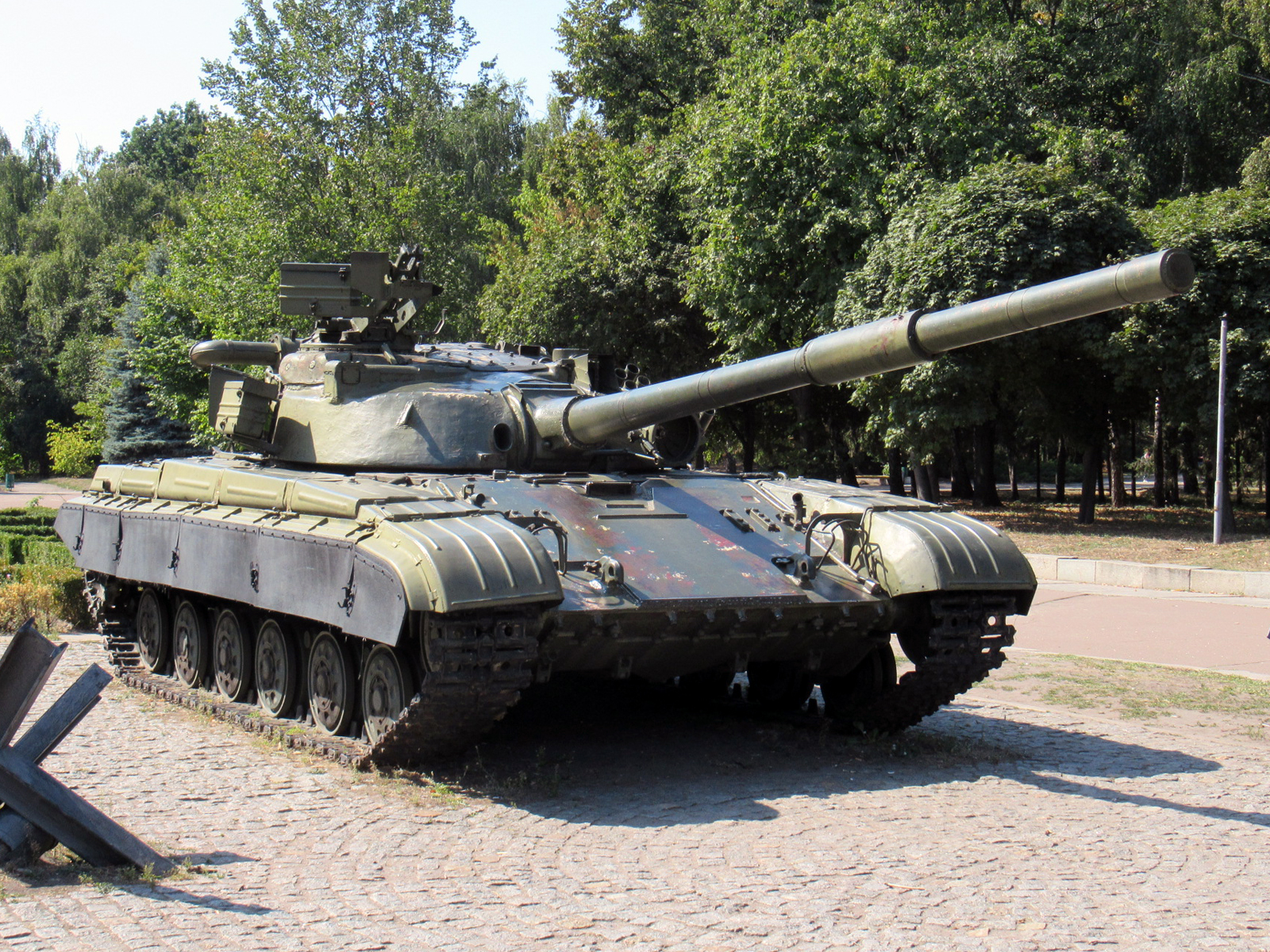
танк Т-64 — пам'ятник 41 танкової дивізії